# 线头礁
线头礁位于南沙群岛东南部，是榆亚暗沙东段的一个珊瑚礁。中国渔民向称“线排头”。1983年中国地名委员会公布的标准名称为“线头礁”。整个榆亚暗沙目前由马来西亚实际控制，中国和菲律宾也声称拥有主权。